# Liste der Monuments historiques in Angicourt
Die Liste der Monuments historiques in Angicourt führt die Monuments historiques in der französischen Gemeinde Angicourt auf.

## Liste der Bauwerke
| Bezeichnung     | Beschreibung                  | Standort | Kennzeichnung | Schutzstatus | Datum | Bild           |
| --------------- | ----------------------------- | -------- | ------------- | ------------ | ----- | -------------- |
| Kirche St-Vaast | Erbaut im 11./12. Jahrhundert | (Lage)   | PA00114479    | Inscrit      | 1862  | weitere Bilder |

## Liste der Objekte

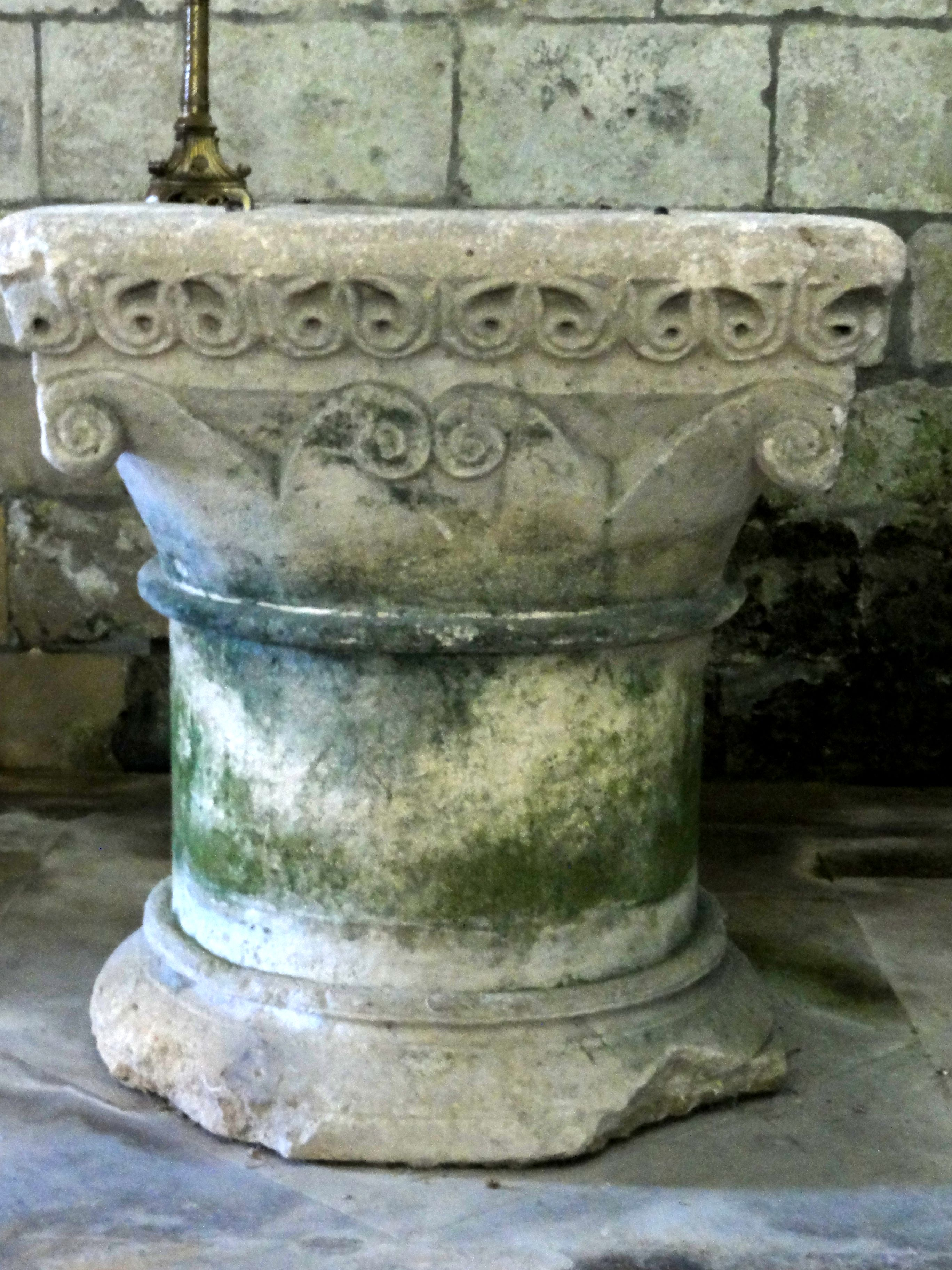
Taufbecken in der Kirche St-Vaast

- Monuments historiques (Objekte) in Angicourt in der Base Palissy des französischen Kultusministeriums

Siehe auch: Taufbecken (Angicourt)